# Equipamento de proteção coletiva
Equipamentos de Proteção Coletiva ou EPCs são dispositivos utilizados à proteção de trabalhadores durante  realização de suas atividades. O EPC serve para neutralizar a ação dos agentes ambientais, evitando acidentes, protegendo contra danos à saúde e a integridade física dos trabalhadores, uma vez que o ambiente de trabalho não deve oferecer riscos à saúde ou à a segurança do trabalhador... 
Exemplos de equipamentos de proteção coletiva:
- Fitas de demarcação reflexivas - Utilizadas para delimitação e isolamento de áreas de trabalho.
- Cones de sinalização – Têm Finalidade de sinalização de áreas de trabalho e obras em vias públicas ou rodovias e orientação de trânsito de veículos e de pedestres e podem ser utilizados em conjunto com fita zebrada, sinalizador STROBO ou bandeirolas.
- Conjuntos para aterramento temporário – Têm a finalidade de garantir que eventuais circulações de corrente elétrica fluam para a terra, minimizando os riscos aos trabalhadores.
- Detectores de tensão para baixa tensão e alta tensão – Têm a finalidade de comprovar a ausência de tensão elétrica na área a ser trabalhada.
- Coberturas isolantes – Têm a finalidade de isolar partes energizadas de redes elétricas de distribuição durante a execução de tarefas.
- Exaustores - Têm a finalidade de remover ar ambiental contaminado ou promover a renovação do ar saudável.
- Bandeirolas - Têm a finalidade de sinalização de áreas de trabalho e obras em vias públicas ou rodovias e orientação de trânsito de veículos e de pedestres.
- Plataformas - Tem a finalidade de carregar e suportar cargas humanas (operários) e maquinas de trabalho.